# Корондуандуа, Северо
Северо Корондуандуа Ванганибау (фидж. Severo Koroduadua Waqanibau, родился 22 декабря 1960 в Кандаву) — фиджийский регбист, выступавший на позиции фулбэка.

## Биография
Учился в колледже святого Иоанна в Саваи на острове Овалау. Выступал за команду округа Сува и за регбийный клуб при полиции Фиджи. Дебютную игру за сборную Фиджи провёл 25 сентября 1982 года в Эдинбурге на «Маррифилде» против второй сборной Шотландии. Участвовал в двух Кубках мира 1987 (4 матча) и 1991 годов (2 матча) в составе фиджийской сборной.
В 1987 году Северо с командой вышел в четвертьфинал: в матче четвертьфинала против французов отметился со знаком «минус», поскольку в одном из игровых эпизодов выронил мяч, находясь у самой линии зачётной зоны французов, и упустил возможность занести попытку и вывести свою команду в полуфинал чемпионата мира. В 1991 году с командой он уже не смог преодолеть групповой этап, проиграв все три матча. Последнюю игру провёл 8 октября 1991 года против Франции в Гренобле. Сыграл всего 27 игр, набрал 268 очков (56 реализаций и 47 штрафных). За свои выдающиеся качества бьющего получил прозвище «Супер-ботинок» (англ. Superboot).
После игровой карьеры Кородуадуа устроился работать в полицию. В 2020 году ещё вместе с 32 гражданами был отмечен медалью к 50-летию независимости Фиджи.